# Sheina Marshall
Sheina Macalister Marshall (Rothesay, 20 aprile 1896 – Millport, 7 aprile 1977) è stata una biologa scozzese che ha dedicato la sua vita allo studio del plancton vegetale e animale. Ha studiato a lungo il copepode Calanus.
Ha lavorato presso la Stazione Biologica Marina di Millport, sull'isola di Cumbrae, in Scozia dal 1922 al 1964.

## Carriera
Sheina Marshall è nata il 20 aprile 1896 a Rothesay, in Scozia, seconda figlia di tre. Il padre, un medico di medicina generale, era interessato alla storia naturale e ha incoraggiato l'interesse delle figlie per la materia. 
Nel 1914 Marshall si è iscritta presso l'Università di Glasgow per studiare zoologia, botanica e fisiologia. Dopo un'interruzione degli studi a causa della prima guerra mondiale, si è laureata con lode nel 1919. In seguito ha ottenuto una borsa di studio Carnegie presso l'università, lavorando dal 1920 al 1922 con il professore di zoologia John Graham Kerr. Nel 1922, Marshall ha cominciato a lavorare presso la Marine Biological Station di Millport, sull'isola di Cumbrae, dove è rimasta per il resto della sua vita.  Nel 1934 Marshall ha ottenuto un dottorato presso l'Università di Glasgow. Nel 1962 è stata nominata vicedirettrice della Stazione Biologica Marina, ritirandosi nel 1964. Ha continuato a svolgere attività di ricerca presso lo stesso istituto. Tra il 1970 e il 1971 ha frequentato la Scripps Institution of Oceanography negli Stati Uniti e ha visitato la Stazione Marina di Villefranche-sur-Mer in Francia nel 1974. È morta per un attacco di cuore a Millport il 7 aprile 1977.

## Attività scientifica
Marshall ha studiato la catena alimentare marina, in particolare i copepodi. Ha collaborato per quasi quarant'anni anni con il chimico Andrew Picken Orr, studiando il plancton dell'area marina di Clyde e del Loch Striven. Marshall era particolarmente interessata allo studio dei microorganismi che costituiscono il nutrimento del Calanus finmarchicus, a sua volta base dell'alimentazione delle aringhe.
Tra il 1928 e il 1929 Marshall ha interrotto gli studi sul copepode per partecipare alla spedizione della Grande barriera corallina, guidata da Maurice Yonge. Al suo ritorno ha continuato a studiare con Orr il copepode Calanus, descrivendo la sua distribuzione stagionale, la crescita e riproduzione.
Negli anni quaranta ha lavorato con Lillie Newton e Elsie Conway, e sempre con Orr, per sviluppare l'uso delle alghe marine come fonte di agar per scopi farmaceutici. Ha studiato anche l'effetto dei fertilizzanti artificiali sulla produttività marina a Loch Craiglin.

## Onorificenze
Nel 1949 Marshall, insieme a Ethel Dobbie Currie, è diventata la prima donna ad essere eletta membro della Royal Society of Edinburgh, di cui ha vinto il premio Neill nel 1971. Nel 1963 è stata eletta membro della Royal Society di Londra.
Nel 1977 ha ricevuto una laurea honoris causa dall'Università di Uppsala, in Svezia.

## Opere
Marshall ha scritto oltre 60 articoli scientifici. Selezione:
- 'The Food of Calanus finmarchicus during 1923', Journal of the Marine Biological Association of the UK, Vol. 12 (1924), 473-79.
- On the Biology of Calanus finmarchicus. VIII., 1955 (con Andrew Picken Orr)
- The Biology of a Marine Copepod, 1955 (con Andrew Picken Orr)
- 'Respiration and Feeding in Copepods', Advances in Marine Biology, 1973[8]
- An account of the Marine Station at Millport, 1987